# 海德马克

海德马克郡在挪威的位置

海德马克（挪威語：Hedmark）是挪威東部已撤銷的郡，与南特伦德拉格、奥普兰及阿克什胡斯三郡接壤。面积27,397平方公里，人口189,586(2008年7月)。首府是哈马尔。
海德马克位于挪威的东南方，与瑞典接壤。最大的湖是米约萨湖。1994年，利勒哈默尔约世界参加冬季奥运会。海德马克属于挪威农民较多的行政区，农村人占全区人口50%。行政区的森林是挪威重要的自然资源，里面的木材曾经沿河流搬运到别处。
2020年1月4日，海德馬克郡與奧普蘭郡因合併設立內陸郡而廢止。

## 市镇
海德馬克郡有22个市镇，如下：
| 海德馬克郡市镇 | 1. 阿爾夫達爾（Alvdal） 2. 埃茲庫格（Eidskog） 3. 埃尔沃吕姆（Elverum） 4. 恩厄達爾（Engerdal） 5. 福爾達爾（Folldal） 6. 格呂厄（Grue） 7. 哈马尔（Hamar） 8. 孔斯溫厄爾（Kongsvinger） 9. 勒滕（） 10. 北奧達爾（Nord-Odal） 11. 烏斯（） 12. 倫達倫（Rendalen） 13. 靈薩克（Ringsaker） 14. 斯唐厄（Stange） 15. 大埃爾夫達爾（Stor-Elvdal） 16. 南奧達爾（Sør-Odal） 17. 托爾加（Tolga） 18. 特呂西爾（Trysil） 19. 廷瑟（） 20. 沃勒（） 21. 奥莫特（Åmot） 22. 奧斯內斯（Åsnes） |

## 外部連結
- （挪威文）（英文）海德馬克郡官方網站 （页面存档备份，存于）